# Cosmas av Prag

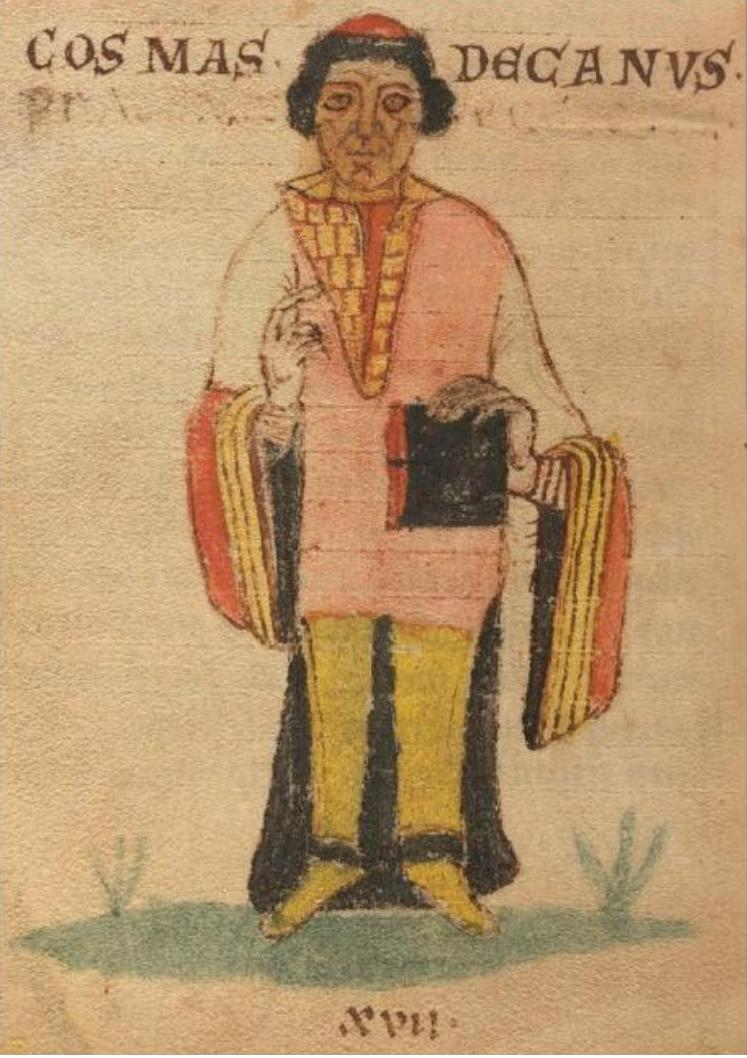
Cosmas

Cosmas av Prag, född omkring 1045, död 21 oktober 1125 i Prag, är Böhmens äldsta historieskrivare.
Cosmas föddes i Polen, var sekreterare hos flera av Prags biskopar och följde dem på resor till utländska hov samt blev slutligen dekan i Prag. Han författade ett Chronicon bohemorum, som tryckes första gången 1602, senast i "Fontes rerum bohemicarum", band 2, 1874, och omfattar Böhmens historia till författarens dödsår. Cosmas krönika är skriven utifrån Prag-biskoparnas politiska uppfattning och faviriserar därför tyskarna.